# Kwanza
Der Kwanza (abgekürzt: Kz) ist die Währung von Angola und wird von der Angolanischen Nationalbank emittiert.
Im Jahr 1977 löste der Kwanza (unterteilt in 100 Lwei, Lw) den Escudo ab. Die Umtauschaktion erfolgte nach vorheriger Geheimhaltung zwischen dem 8. und 10. Januar 1977. In diesem Zusammenhang wurden am Abend des 7. Januar die Grenzen zu Namibia, Sambia und Zaire geschlossen sowie die Luft- und Seewege unterbrochen.
1990 wurde der neue Kwanza (novo kwanza, AON) eingeführt. Das Umtauschverhältnis zum alten Kwanza (AOK) betrug 1:1, doch war zur Inflationsbekämpfung die Umtauschmenge begrenzt. Bei der Währungsreform von 1995 wurden 1000 Kwanzas gegen den Kwanza Reajustado (AOR) umgetauscht, der in 100 Cêntimos unterteilt war. 1999 wurden in einer erneuten Währungsreform 1.000.000 Kwanza Reajustado gegen den jetzigen Kwanza (AOA) umgetauscht. Auch er ist in 100 Cêntimos unterteilt.
Es gibt Münzen zu  50 Cêntimos sowie zu 1, 5, 10, 20 und 50 Kwanza und Banknoten zu  5, 10, 50, 100, 200, 500, 1000, 2000 und 5000 Kwanza. Die Noten zu 200, 500 und 1000 Kwanza wurden am 19. Juli 2004 erstmals in Umlauf gebracht.
Im Jahr 2020 wurde die neue Banknotenserie „2020“ eingeführt, die aus Plastikscheinen besteht. Sie haben die Werte 200, 500, 1000, 2000, 5000 Kwanzas und werden in Deutschland, USA und Russland hergestellt. Die geplante 10000 Kwanza Banknote wurde bis jetzt nicht ausgegeben.
Namensgebend für die Währungsbezeichnungen waren der Fluss Kwanza und dessen Nebenfluss Lwei.